# 베를린 악기박물관
베를린 악기박물관(독일어: Musikinstrumenten-Museum Berlin)은 독일 베를린 티어가르텐슈트라세 쿨투르포룸에 있는 악기박물관이다. 이 박물관은 16세기 이후의 악기 3,500개 이상을 소장하고 있으며 독일에서 가장 크고 대표적인 악기 컬렉션 중 하나다. 전시품에는 조피 샤를로테 폰 브라운슈바이크뤼네부르크 공녀가 소유했던 하프시코드, 프리드리히 대왕의 플루트, 벤저민 프랭클린의 유리 하모니카가 있다.